# ポロネーズ第14番 (ショパン)
フレデリック・ショパンのポロネーズ第14番（ポロネーズだいじゅうよんばん）嬰ト短調は、1822年4月に作曲されたとされる作品。死後の1864年に出版された。ピアノを通じて親交のあったルドヴィカ・デュポン夫人に献呈。わずか12歳の少年ながらピアノ演奏にふさわしい調性を選択して、無理な力を入れない演奏を志しているところに、早熟の才能を見出せる。コビラィンスカ（Krystyna Kobylanska）による『作品番号なしの作品目録』ではKK IVa-3、ブラウンによる作品番号はBI.6。
なお、ナショナル・エディションの編者であるヤン・エキエルは作曲年を1824年と主張している。実際、この作品は、以前に作曲された3作のポロネーズと比べても格段の進歩を見せており、1822年にヴォイチェフ・ジヴヌィの指導を終えた後に師事したボヘミア出身のピアニストヴィルヘルム・ヴュルフェルの影響が考えられている。ポロネーズと題されているが、ポロネーズらしいリズムは一切登場せず、むしろヴュルフェルが紹介した当時のヴィルトゥオーゾ的な即興演奏の要素が多く盛られている。
Moderato。複合三部形式で、演奏時間は約6分。
序奏は簡単なアルペジョ。初期の作品は右手の華麗な分散和音が特徴で、本作もその一つ。途中右手Dis音がオクターブで登場（運指は2-1-5-1）して半音階で下降し、左手が和声をつける個所は技巧を要する。
トリオは平行調。右手の華やかな走句は演奏技巧を追求したもので、黒鍵が多く手にはまりやすいロ長調なので演奏に無理がない。その後は音域が広がると共に手の交差などの高度な技巧も登場する。47から49小節には、後の幻想ポロネーズを思わせる三重トリル（右手の二重トリルと左手の単音トリル）が出現する（幻想ポロネーズは四重）。
『N響アワー』のエンディングで、一時期中村紘子によるこの曲の演奏が用いられていたことがある。